# 혐오감 프로젝트
혐오감 프로젝트(The Aversion Project) 또는 어버전 프로젝트는 아파르트헤이트 당시 남아프리카 공화국군에서 동성애자 군인들에게 강제로 전환 치료를 실시한 것이다.
성적 지향 전환 시도가 실패한 경우 강제로 성전환 수술을 시키고 강제로 법적 성별을 정정시켜 사회로 내쫓았다.
아파르트헤이트가 철폐되자 이 프로젝트를 주도한 의사 오브리 레빈(Aubrey Levin)은 진실과 화해 위원회의 조사를 피해 캐나다로 도주했다. 오브리 레빈은 혐오감 프로젝트에 대한 처벌을 피하는데는 성공했지만 캐나다에서 환자 여러명을 성폭행하는 범죄를 저질러 수감중이다.